# مسئله دو جسم

دو جسم با جرم یکسان که به دور مرکز جرم خود در یک مدار بیضوی دوران می‌کنند.

مسئله دو جسم یا مسئله دو جرم (به انگلیسی: Two-Body Problem) در مکانیک کلاسیک، در مورد تعیین حرکت دو جسم ذره نقطه‌ای (ایده‌آل) است که تنها با یکدیگر تعامل و فعل‌وانفعال دارند. مثال‌های متداول، شامل حرکت یک ماهواره به دور یک سیاره، حرکت یک سیاره به دور یک ستاره، حرکت دو ستاره به دور یکدیگر (ستاره دوتایی) و بررسی کلاسیک حرکت الکترون به دور هسته اتم است.
کاربرد اصلی مسئله دو جسم کلاسیک، مورد گرانشی آن است که در اخترشناسی برای پیش‌بینی مدارها یا گریز از مدار اشیائی مانند ماهواره‌ها، سیاره‌ها و ستارگان به‌وجود می‌آید. مدل‌سازی مسئله دو جسم می‌تواند در بیشتر چنین مواردی زمینه را برای رعایت پیش‌بینی‌های مفید فراهم سازد.
مسئلهٔ دو جسم می‌تواند با فرمول‌بندی مجدد، به دو مسئله تک‌جسم مستقل تبدیل شده و حل شود. برخلاف این موضوع، مسئله سه جسم (و در حالت کلی‌تر، مسئله (n) جسم برای n ≥ ۳) جز در موارد استثنای محدود، قابل تفکیک و حل صریح نیست.

## نسبت جرمی

### دو جرم با اختلاف جرم بسیار زیاد
| دو جسم با جرم یکسان که به دور مرکز جرم مشترک خود دوران می‌کنند (مشابه سیارک ۹۰) | دو جسم با اختلاف جرم جزئی که به دور مرکز سنگینی سراسری خود دوران می‌کنند. اندازه و نوع خاص این مدار شبیه مدار پلوتو و شارون است. | دو جسم با اختلاف جرم زیاد که به دور مرکز جرم مشترکشان که داخل جرم سنگین‌تر قرار گرفته دوران می‌کنند (مشابه زمین و ماه) | دو جسم با اختلاف جرم بسیار زیاد که به دور مرکز جرم مشترکشان (که داخل جرم سنگین‌تر و نزدیک به مرکز آن قرار گرفته) دوران می‌کنند (مشابه خورشید و زمین) |

## ساده‌شدن به دو مسئله تک جسم مستقل

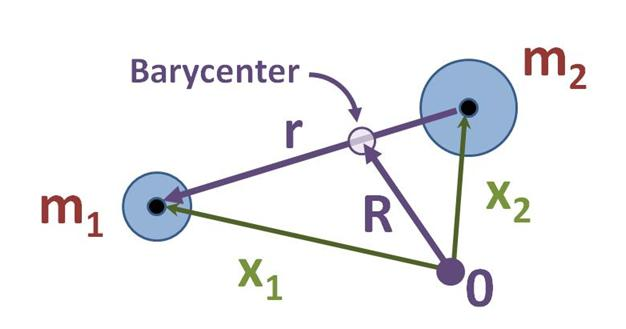
مختصات یاکوبی برای مسئله دو جسم؛ مختصه‌های جاکوبی و با هستند.

اگر {\displaystyle x_{1}} و {\displaystyle x_{2}} مکان دو جسم و {\displaystyle m_{1}} و {\displaystyle m_{2}} جرم آنها باشد، هدف مسئله دو جسم تعیین مسیر {\displaystyle x_{1}(t)} و {\displaystyle x_{2}(t)} با داشتن مکان اولیه {\displaystyle x_{1}(t=0)} و {\displaystyle x_{2}(t=0)} و سرعت اولیه {\displaystyle v_{1}(t=0)} و {\displaystyle v_{2}(t=0)} است.
با اعمال قانون دوم نیوتن برای این دو جسم، روابط زیر بدست می‌آید:
{\displaystyle \mathbf {F} _{12}(\mathbf {x} _{1},\mathbf {x} _{2})=m_{1}{\ddot {\mathbf {x} }}_{1}\quad \quad \quad (\mathrm {Equation} \ 1)}
{\displaystyle \mathbf {F} _{21}(\mathbf {x} _{1},\mathbf {x} _{2})=m_{2}{\ddot {\mathbf {x} }}_{2}\quad \quad \quad (\mathrm {Equation} \ 2)}
که {\displaystyle F_{12}} نیروی واردشده از طرف جسم ۲ به جسم ۱ و {\displaystyle F_{21}} نیروی واردشده از طرف جسم ۱ به جسم ۲ است. اضافه‌کردن و کم‌کردن این دو رابطه از یکدیگر، مسئله را به دو مسئلهٔ تک جسم تبدیل می‌کند. اضافه‌کردن این دو رابطه، منجر به رابطه‌ای می‌شود که حرکت مرکز جرم (مرکز سنگینی سراسری) را تعیین می‌کند. در مقابل، کم‌کردن رابطهٔ (۲) از رابطهٔ (۱)، منجر به رابطه‌ای می‌شود که نشان می‌دهد بردار {\displaystyle r=x_{1}-x_{2}} بین دو جسم، چگونه با زمان تغییر می‌کند.

### حرکت مرکز جرم (مسئلهٔ تک‌جسم نخست)
اضافه‌کردن دو رابطه (۱) و (۲) و استفاده از قانون سوم نیوتن ({\displaystyle F_{12}=-F_{21}}) نتیجه می‌دهد:
{\displaystyle m_{1}{\ddot {\mathbf {x} }}_{1}+m_{2}{\ddot {\mathbf {x} }}_{2}=(m_{1}+m_{2}){\ddot {\mathbf {R} }}=\mathbf {F} _{12}+\mathbf {F} _{21}=0}
که {\displaystyle R} بردار مکان مرکز جرم سامانه دو جرم بوده و از رابطهٔ زیر بدست می‌آید:
{\displaystyle {\ddot {\mathbf {R} }}\equiv {\frac {m_{1}{\ddot {\mathbf {x} }}_{1}+m_{2}{\ddot {\mathbf {x} }}_{2}}{m_{1}+m_{2}}}}
بنابراین رابطهٔ زیر بدست می‌آید:
{\displaystyle {\ddot {\mathbf {R} }}=0}
که نشان می‌دهد که سرعت مرکز جرم (و در نتیجه تکانه کل) ثابت می‌ماند (قانون پایستگی تکانه). بنابراین با داشتن مکان‌ها و سرعت‌های اولیه، مکان مرکز جرم ({\displaystyle R(t)}) را می‌توان در هر لحظه تعیین کرد.

### حرکت بردار جابجایی (مسئلهٔ تک‌جسم دوم)
با تقسیم هر رابطه بر جرم متناظر و کم‌کردن رابطهٔ دوم از اول، رابطهٔ زیر بدست می‌آید:
{\displaystyle {\ddot {\mathbf {r} }}={\ddot {\mathbf {x} }}_{1}-{\ddot {\mathbf {x} }}_{2}=\left({\frac {\mathbf {F} _{12}}{m_{1}}}-{\frac {\mathbf {F} _{21}}{m_{2}}}\right)=\left({\frac {1}{m_{1}}}+{\frac {1}{m_{2}}}\right)\mathbf {F} _{12}}
که {\displaystyle r} بردار جابجایی از جرم ۲ به جرم ۱ است.
نیروی بین دو جسم باید تنها تابع مکان نسبی آنها ({\displaystyle r}) بوده و نمی‌تواند تابع مکان مطلق آنها ({\displaystyle x_{1}}و {\displaystyle x_{2}}) باشد؛ زیرا در غیر این صورت، قوانین فیزیک از مکانی به مکان دیگر تغییر می‌کرد.
این رابطه می‌تواند به صورت زیر بازنویسی شود:
{\displaystyle \mu {\ddot {\mathbf {r} }}=\mathbf {F} _{12}(\mathbf {x} _{1},\mathbf {x} _{2})=\mathbf {F} (\mathbf {r} )}
که {\displaystyle \mu } جرم کاهش‌یافته نامیده می‌شود:
{\displaystyle \mu ={\frac {1}{{\frac {1}{m_{1}}}+{\frac {1}{m_{2}}}}}={\frac {m_{1}m_{2}}{m_{1}+m_{2}}}}
با توجه به تعریف {\displaystyle R} و {\displaystyle r}، روابط زیر را می‌توان برای بردار مکان دو جسم نوشت:
{\displaystyle \mathbf {x} _{1}(t)=\mathbf {R} (t)+{\frac {m_{2}}{m_{1}+m_{2}}}\mathbf {r} (t)}
{\displaystyle \mathbf {x} _{2}(t)=\mathbf {R} (t)-{\frac {m_{1}}{m_{1}+m_{2}}}\mathbf {r} (t)}